# Magdalena Pietersz.
Magdalena Pietersz. (ca. 1540/1560 – ca. 1600) was een kunstschilderes eind 16e eeuw in de noordelijke Nederlanden.
Zij was dochter van de Amsterdamse glasschilder Pieter Adriaensz. In 1577 trouwde zij met de schilder Pieter Pietersz. Een zoon uit dit huwelijk werd in 1592 gedoopt in een Gereformeerde kerk.
Uit haar actieve jaren van 1575 - 1599 in Haarlem en Amsterdam zijn twee op elkaar gelijkende (groenten)marktscenes met prominente figuren uit 1583 bekend.